# Верхній Кульчум
Верхній Кульчу́м (рос. Верхний Кульчум) — колишнє село на території Башкортостану, засноване у кінці 19 століття — на початку 20 століття українцями-переселенцями. На кінець 1920-их років у селі були радіо та електрика, діяли маслозавод, валяльна майстерня, пологовий будинок. 1978 року село було ліквідовано, оскільки селяни виїхали з нього. Керівництво Московського державного гуманітарного університету в особі директора Бабенка Василя Яковича, уродженця села, та студенти ВНЗ у кінці 20 століття вирішили відродити село. Була збудована сучасна літня база відпочинку університету. Випускниками вузу було розроблено меморіальний комплекс «Кульчум» на честь зниклого села.

## Відомі уродженці
- Гульоватий Кирило Дмитрович (*17 березня 1912 року) — командир 274-го гвардійського легкого артилерійського полку 198-ї окремої легкої артилерійської бригади 2-ї гвардійської танкової армії 1-го Білоруського фронту, гвардії підполковник.
- Бабенко Василь Якович (*20 червня 1950 року) — етнограф, співголова Регіонального національно-культурного центру українців Башкортостану «Кобзар», член президії Української всесвітньої координаційної ради, голова ради Міжрегіональної громадської організації «Наукове товариство україністів ім. Шевченка».
- Гулеватий Кирило Дмитрович (1912—1996) — радянський офіцер.